# Mount Albion complex
 (mai 2022).
Le Mount Albion complex est une culture archaïque précoce s'étalant de 4050 à 3050 av.J.-C., se distinguant particulièrement par le projectile à encoche latérale du mont Albion. James Gunnerson l'a appelée, la culture archaïque précoce la plus connue du Colorado. Elle est connexe ou similaire à la phase Albion Boarding House,.
Le site Hungry Whistler et les sites 5BL70, sur les pentes du mont Albion dans le comté de Boulder, sont les plus grandes sources d'informations sur le Mount Albion complex. Hungry Whistler, un site de mise à mort et de boucherie, à 11 500 pieds (3 505,2 m) est le site type (en)du complexe du mont Albion. Les chasseurs ont utilisé un Système d'entraînement de gibier (en)  sur le site pour conduire le gibier entre les murs de pierre. Les découvertes archéologiques ont été datées sur quatre périodes d'environ 3850 à 3060 av. J.-C. . Le Site 5BL70, situé près de Hungry Whistler à 11 368 pieds (3 465 mètres), servait de camp et de lieu de cueillette de plantes sauvages. Des outils en pierre y étaient également fabriqués. Il a été habité deux fois, une fois environ en 3700 av. J.-C. et de nouveau environ vers 3400 avant J.-C..
Le site de LoDaisKa (en), Magic Mountain (en), Mount Albion, Helmer Ranch dans le comté de Douglas et Yarmony House dans le comté d'Eagle, au Colorado, sont des exemples du Mount Albion complex.